# Rząd Konstantina Fehrenbacha
 Rząd Konstantina Fehrenbacha - 25 czerwca 1920 – 4 maja 1921
| Funkcja                                                         | Imię i nazwisko       | Partia      |
| --------------------------------------------------------------- | --------------------- | ----------- |
| Bundeskanzler - Kanclerz Federalny                              | Konstantin Fehrenbach | Zentrum     |
| Stellvertreter des Bundeskanzlers - Wicekanclerz Federalny      | Rudolf Heinze         | DVP         |
| Minister spraw zagranicznych                                    | Walter Simons         | bezpartyjny |
| Minister spraw wewnętrznych                                     | Erich Koch-Weser      | DDP         |
| Minister sprawiedliwości                                        | Rudolf Heinze         | DVP         |
| Minister finansów                                               | Joseph Wirth          | Zentrum     |
| Minister gospodarki i technologii                               | Ernst Scholz          | DVP         |
| Minister rolnictwa, polityki żywnościowej i ochrony konsumentów | Andreas Hermes        | Zentrum     |
| Minister pracy i polityki społecznej                            | Heinrich Brauns       | Zentrum     |
| Minister obrony                                                 | Otto Geßler           | DDP         |
| Minister transportu i budownictwa                               | Wilhelm Groener       | bezpartyjny |
| Minister poczty i telekomunikacji                               | Johannes Giesberts    | Zentrum     |
| Minister skarbu Państwa                                         | Hans von Raumer       | DVP         |